# 深业上城
深業上城是位於中國廣東省深圳市蓮花路、彩田路、皇崗路之間的城市綜合體，包括兩幢辦公大樓（分别為80層、高388.1公尺的T1，和高299.1公尺的T2）、老佛爷百货公司、文華東方酒店、無印良品首家酒店，及基座大型購物中心，及購物中心以北的深業上城北區公寓。購物中心於2019年開業，而辦公大樓於2020年完工，T1为深圳第五高樓。

## 商場
商場樓高4層（B1、L1、L2、L3），其中L3層為平台LOFT街區式設計，並在東、西兩邊分設行人天橋連接筆架山公園及蓮花山公園。

## 交通
- 深圳地鐵10號線冬瓜嶺站E出口設地下通道連接商場B2層。